# Mario Delaš
Mario Delaš (ur. 16 stycznia 1990 w Splicie) – chorwacki koszykarz, występujący na pozycjach silnego skrzydłowego lub środkowego, obecnie zawodnik Delteco Gipuzkoa BC San Sebastian.
11 stycznia 2021 dołączył do GTK Gliwice. 25 sierpnia 2021 został zawodnikiem Delteco Gipuzkoa BC San Sebastian.
Jest młodszym bratem koszykarza Ante Delaša.

## Osiągnięcia
Stan na 26 sierpnia 2021, na podstawie, o ile nie zaznaczono inaczej.

### Drużynowe
- Mistrz:
  - Ligi Bałtyckiej (2010)
  - Litwy (2012, 2013)
  - Chorwacji (2015)
  - Estonii (2016)
- Wicemistrz:
  - Ligi Adriatyckiej (2015)
  - Litwy (2010)
  - Chorwacji (2008)
- Zdobywca:
  - pucharu:
    - Alpe Adria Cup (2019)
    - Chorwacji (2015)

  - Superpucharu Litwy (2012)
- Finalista Pucharu Litwy (2010)

### Indywidualne
- Uczestnik meczu gwiazd ligi:
  - chorwackiej (2010)
  - litewskiej (2012, 2013)

### Reprezentacja
Seniorska
- Uczestnik mistrzostw Europy (2013 – 4. miejsce)

Młodzieżowe
- Brązowy medalista mistrzostw:
  - świata U–19 (2009)
  - Europy U–18 (2008)
- MVP mistrzostw świata U–19 (2009)
- Zaliczony do I składu mistrzostw:
  - świata U–19 (2009)
  - Europy:
    - U–20 (2010)
    - U–18 (2008)
- Uczestnik:
  - mistrzostw:
    - świata U–19 (2009)
    - Europy:
      - U–20 (2009 – 8. miejsce, 2010 – 4. miejsce)
      - U–18 (2007 – 7. miejsce, 2008)
      - U–16 (2006 – 4. miejsce)

  - turnieju Alberta Schweitzera (2006 – 4. miejsce)